# Kurt Hüber
Kurt Hüber (* 28. Oktober 1890 in Karlsruhe; † 17. August 1915) war ein deutscher Fußballspieler.

## Karriere
Hüber, aus der Jugendmannschaft des Karlsruher FV hervorgegangen, rückte zur Saison 1909/10 als Abwehrspieler in die erste Mannschaft auf, für die er in den vom Verband Süddeutscher Fußball-Vereine ausgetragenen Meisterschaften im Südkreis bis Saisonende 1913/14 Punktspiele bestritt.
Während seiner Vereinszugehörigkeit gewann er mit der Mannschaft sechs regionale Meisterschaften und einmal die Deutsche Meisterschaft. An der Endrunde dieser nahm er als Süddeutscher Meister von 1910 teil, bestritt alle drei Endrundenspiele einschließlich des am 15. Mai 1910 in Köln gegen Holstein Kiel mit 1:0 n. V. gewonnenen Finales. In der Folgesaison wurde er im Viertel- und Halbfinale, nicht aber im Endspiel, das am 4. Juni 1911 in Dresden mit 1:3 gegen den BTuFC Viktoria 89 verloren wurde, eingesetzt. Bei seiner letzten Endrundenteilnahme, 1911/12, in der er erneut alle drei Spiele bestritt, verlor er mit seiner Mannschaft das am 26. Mai 1912 in Hamburg ausgetragene Finale gegen den Finalisten, den man 1910 bezwingen konnte, mit 0:1.

## Erfolge
- Deutscher Meister 1910
- Süddeutscher Meister 1910, 1911, 1912
- Südkreismeister 1910, 1911, 1912

## Sonstiges
Hüber gehörte zu jenen, die am 14. April 1912 in Stupferich den Verein Frankonia Stupferich gründeten und dessen erster Trainer er als angestellter Unterlehrer der dort hiesigen Volksschule zugleich gewesen ist. Der Verein fusionierte am 24. Januar 1975 mit dem Turnverein Stupferich zur SG Stupferich.
Mit Beginn des Ersten Weltkriegs wurde er zum Wehrdienst herangezogen und gehörte als 24-jähriger Leutnant der Reserve der 2. Kompanie des Infanterie-Regiments 166 an.
Während der Belagerung der Festungsanlagen Kownos, deren umfassenden Ausbaumaßnahmen 1912 begonnenen wurden, erlitt er am 16. August 1915 schwere Verwundungen, an denen er einen Tag später im Reservelazarett 109 erlegen war; einen Tag vor der Einnahme der Festung. Seine letzte Ruhestätte fand er auf einem Soldatenfriedhof bei Skriaudžiai, südwestlich vom heutigen in Litauen gelegenen Kaunas.